# سیارک ۶۱۰۸
سیارک ۶۱۰۸ (به انگلیسی: 6108 Glebov، نامگذاری:1971QN) شش هزار و صد و هشتمین سیارک کشف شده‌است که در ۱۸ اوت ۱۹۷۱ کشف شد.
قدر مطلق سیارک برابر ۱۴٫۰۰ است.